# Arnulf IV van Oudenaarde
Arnulf IV van Oudenaarde ( rond 1180-1242) was een Vlaams edelman,  heer van Oudenaarde en Pamele en baljuw van Vlaanderen

## Slag van Bouvines
Arnulf van Oudenaarde nam op 27 juli 1214 deel aan de Slag bij Bouvines ten oosten van de rivier de Marke, tussen Bouvines en Cysoing. De partijen waren keizer Otto IV, de Vlamingen, de Engelsen en hun bondgenoten enerzijds en koning Filips August van Frankrijk anderzijds, die zijn invloed in Vlaanderen, een Frans leen, wilde vergroten. Het sterkere leger van de keizer werd verslagen. 
Arnulf van Oudenaarde vocht in deze slag samen zijn vader en broers aan de zijde van de keizer. De rechtervleugel waar ook de Oudenaardes vochten werd aangevoerd door Reinoud van Dammartin graaf van Boulogne. De vleugel hield stand maar raakte ingesloten omdat het centrum van de Duitse linies onder de Franse aanval bezweek. Reinout van Dammartin, William Longespée, graaf van Salisbury, en Arnulf van Oudenaarde werden gevangengenomen en, zoals in die tijd gebruikelijk, na betaling van een losgeld weer vrijgelaten.

## Kruisvaart tegen de Albigenzen
Arnulf van Oudenaarde nam ook deel aan de kruistocht tegen de albigenzen of Katharen. Terwijl de moslims in het Oosten oprukten, organiseerde men in Rome een kruistocht tegen deze ketters.
Het kruisvaardersleger stond onder bevel van een geestelijke; de abt van Cîtaux, Arnaud Amaury. Onder zijn leiding werd in juli 1209 de volledige bevolking van Béziers uitgemoord, volgens hemzelf en toenmalige kronieken werden 20.000 mensen over de kling gejaagd. Aan abt Amaury wordt de uitspraak "Doodt hen allen, God zal de zijnen herkennen" toegeschreven. Men had de aanvoerder gevraagd hoe men goede katholieken kon onderscheiden van katharen.
In 1223 verving hij Jan van Nesles als raadgever van gravin Johanna van Constantinopel.

## Huwelijk en kinderen
Arnulf van Oudenaarde huwde met Alix de Rosoit (ook Alice de Rosoy of Rozoy), die in 1242 het Gasthuis Onze-Lieve-Vrouw met de Roos in Lessen stichtte.
 
Ze hadden 2 kinderen : 
- Maria van Oudenaarde (1220 - 1293), huwde met Godfried van Leuven-Gaasbeek.
- Jan van Oudenaarde (1222 - 1293), zijn opvolger.

## Bron
- Hystoria Albigensis - Commentaires de Pascal Guébin & Henri Maisonneuve